# Насадочна лінза
Накладна лінза — додаткове пристосування до об'єктива, що служить для зміни величини його фокусної відстані. Накладна лінза укладена в оправу і надівається(накладається) безпосередньо на об'єктив (подібно світлофільтра). В фотографії, як правило, використовуються лише лінзи, що зменшують фокусну відстань.
Накладні лінзи використовують як засіб перетворення звичайного об'єктива на макрооб'єктив.

## Вплив на інші характеристики об'єктива
Накладна лінза:

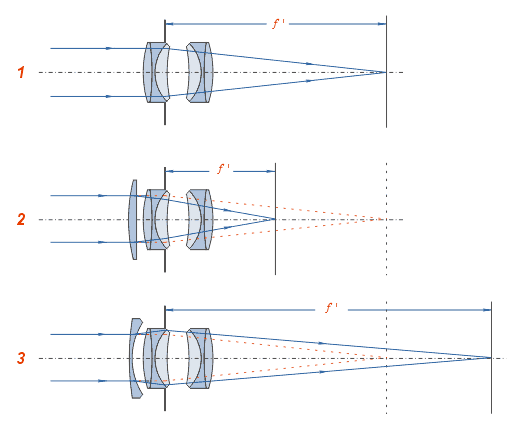
Вплив накладної лінзи на фокусну відстань: (1) — вихідна система; (2) — використання збиральної насадки лінзи; (3) — використання розсіювальної накладної лінзи

- Погіршує корекцію (аберації) об'єктива, і тим більше, чим сильніше змінюється фокусна відстань системи об'єктив + накладна лінза.
- Змінює глибину різкості і рисунок боке.

Крім того:
- Збиральна накладна лінза:
  - Збільшує відносний отвір системи;
  - Зменшує мінімальну дистанцію фокусування об'єктива;
  - Збільшує масштаб знімання об'єктива;
  - Зменшує мінімальну відстань до різко зображуваного об'єкта.
- Розсіювальна накладна лінза:
  - Зменшує відносний отвір системи;
  - Збільшує мінімальну дистанцію фокусування об'єктива;
  - Зменшує масштаб знімання об'єктива;
  - Збільшує відстань до різко зображуваного об'єкта.

## Розрахунок загальної фокусної відстані
Фокусна відстань системи «об'єктив + накладна лінза» визначається за формулою:
{\displaystyle F={\frac {f_{O}f_{H}}{f_{O}+f_{H}-d}}},
де {\displaystyle f\!} — шукана фокусна відстань; {\displaystyle f_{O}\!} — фокусна відстань об'єктиву; {\displaystyle f_{H}\!} — фокусна відстань накладної лінзи; {\displaystyle d\!} — відстань між задньою головною площиною накладної лінзи і передньою головною площиною об'єктива. Фокусна відстань збиральної лінзи позначається знаком плюс, а розсіювальної — знаком мінус.
Задня головна площина розсіювальної насадки лінзи, коли вона приєднана до об'єктива, проходить близько вершини об'єктива.
При застосуванні збиральної накладної лінзи, до відстані від вершини передньої лінзи об'єктива до його передньої головної площини треба додати товщину лінзи в центрі, оскільки у меніска задня головна площина проходить біля його вершини.
Насадочна лінза змінює фокусну відстань об'єктиву, від чого змінюється і його відносний отвір. Це треба враховувати, і при самостійному розрахунку витримки проводити перерахунок шкали діафрагми.

## Діоптрійність числення
Накладні лінзи зазвичай маркуються за діоптрійним обчисленням. Таке обчислення засноване на понятті оптичної сили лінзи, яка тим більша, чим менша її фокусна відстань, тобто оптична сила лінзи і величина її фокусної відстані знаходяться в зворотній залежності. Тому величину, зворотну до фокусної відстані {\displaystyle {\frac {1}{f}}}, приймають за міру оптичної сили D лінз, тобто:
{\displaystyle D={\frac {1}{f}}}
Оптична сила збираючих і розсіюючих лінз вимірюється в діоптріях.

## Розрахунок оптичної сили накладної лінзи
При обліку відстані між головною задньою площиною об'єктиву і накладною лінзою {\displaystyle d\!}, вказаних в метрах, необхідна сила накладної лінзи може бути знайдена з виразу:
{\displaystyle D_{H}={\frac {D_{C}-D_{O}}{1+D_{0}d}}}
Фокусна відстань {\displaystyle f\!} в метрах системи об'єктив з фокусною відстанню {\displaystyle f_{O}\!} метрів + накладна лінза силою {\displaystyle D\!} діоптрій визначається за формулою:
{\displaystyle F={\frac {f_{O}}{1+f_{O}D}}}
Як і світлофільтри, конвертори не універсальні, і випускаються з різними посадковими діаметрами оправи.

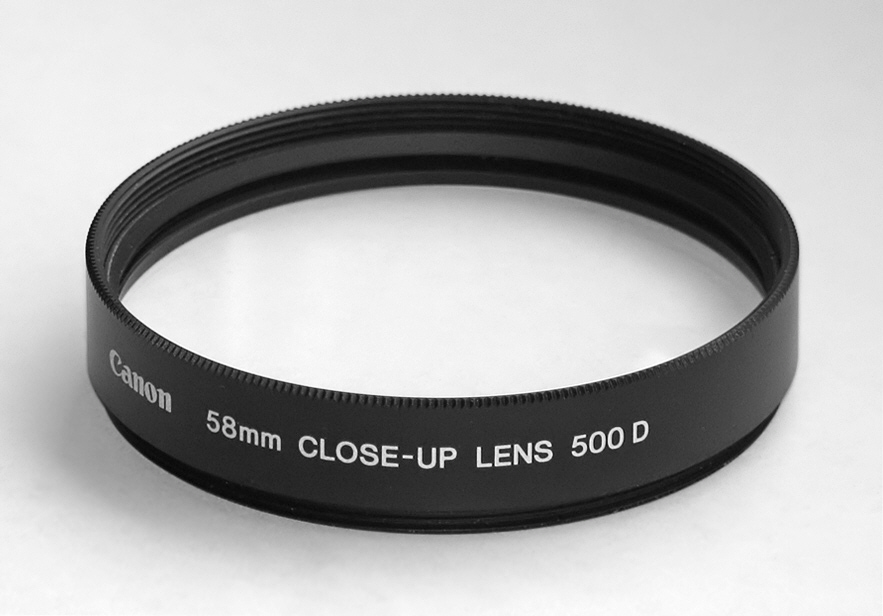
насадочна лінза в 2 діоптрії
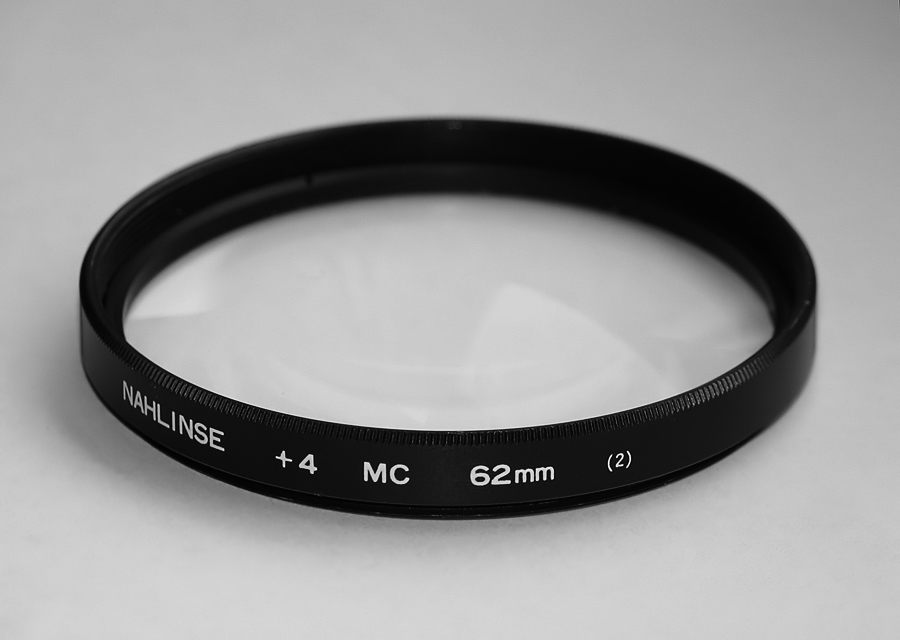
насадочна лінза в 4 діоптрії
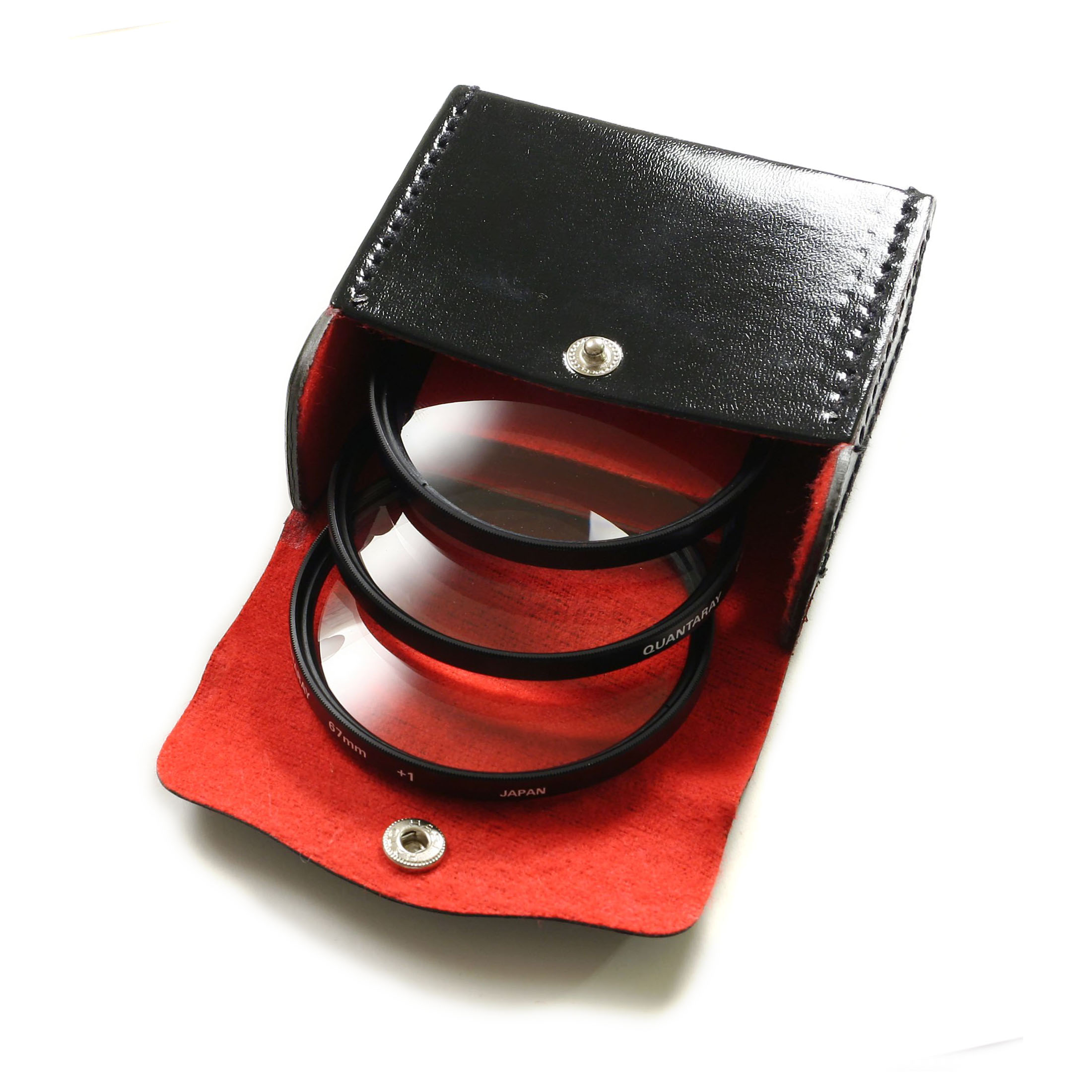
Комплект з трьох лінз-насадок

## Використання
Накладна лінза є дешевою альтернативою макрооб'єктиву і, як правило, привносить значні аберації. Накладні лінзи з корекцією аберацій можуть коштувати як недорогі об'єктиви.